# Ronde van Spanje 1959
De 14e editie van de Ronde van Spanje ging op 24 april 1959 van start in Madrid, in het midden van Spanje. Na 3048 kilometer en 17 etappes werd op 10 mei in Bilbao gefinisht. De ronde werd gewonnen door de Spanjaard Antonio Suárez. 

## Eindklassement
Antonio Suárez werd winnaar van het eindklassement van de Ronde van Spanje van 1959 met een voorsprong van 1 minuut en 6 seconden op José Segu Soriano. In de top tien eindigden vier Spanjaarden. De beste Belg was Rik Van Looy met een 3e plek in het eindklassement.
| rang | renner            | land      | ploeg                     | tijd       |
| ---- | ----------------- | --------- | ------------------------- | ---------- |
| 1    | Antonio Suárez    | Spanje    | Licor 43                  | 84u 36'20" |
| 2    | José Segú         | Spanje    | Kas                       | + 1'06"    |
| 3    | Rik Van Looy      | België    | Famea - Guerra            | + 7'00"    |
| 4    | Pierre Everaert   | Frankrijk | Saint Raphael - Geminiani | + 7'44"    |
| 5    | Manuel Busto      | Frankrijk | Peugeot - BP - Dunlop     | + 16'29"   |
| 6    | Roger Rivière     | Frankrijk | Saint Raphael - Geminiani | + 17'30"   |
| 7    | Hilaire Couvreur  | België    | Faema - Guerra            | + 24'24"   |
| 8    | Luis Otaño        | Spanje    | Peugeot - BP - Dunlop     | + 26'34"   |
| 9    | Joseph Vloeberghs | België    | Faema - Guerra            | + 27'17"   |
| 10   | Jesús Galdeano    | Spanje    | Faema                     | + 29'40"   |

## Etappe-overzicht
| Etappe | Van - naar               | Km       | Etappewinnaar             | Klassementsleider |
| ------ | ------------------------ | -------- | ------------------------- | ----------------- |
| 1a     | Madrid                   | 9 (TTT)  | Saint Raphael - Geminiani | Rik Van Looy      |
| 1b     | Madrid - Toledo          | 114      | Rik Van Looy              | Rik Van Looy      |
| 2      | Manzanares - Córdoba     | 228      | Antonio Karmany           | Antonio Karmany   |
| 3      | Córdoba - Sevilla        | 140      | Vicente Iturat            | Antonio Karmany   |
| 4      | Sevilla - Granada        | 240      | Federico Bahamontes       | Antonio Karmany   |
| 5      | Guadix - Murcia          | 225      | Antonio Suárez            | Antonio Karmany   |
| 6      | Murcia - Alicante        | 173      | Gabriel Mas               | Antonio Karmany   |
| 7      | Alicante - Castellón     | 233      | Antonio Barrutia          | Joseph Vloeberghs |
| 8      | Castellón - Tortosa      | 130      | Rik Van Looy              | Pierre Everaert   |
| 9      | Tortosa - Barcelona      | 196      | Rik Van Looy              | Pierre Everaert   |
| 10     | Granollers - Lérida      | 183      | Antonio Suárez            | Pierre Everaert   |
| 11     | Lérida - Pamplona        | 242      | Rik Van Looy              | José Segú         |
| 12     | Pamplona - San Sebastián | 210      | José Carlos Cardoso Sousa | José Segú         |
| 13     | San Sebastián            | 9 (TTT)  | Saint Raphael - Geminiani | José Segú         |
| 14     | Éibar - Vitoria          | 62 (ITT) | Roger Rivière             | Antonio Suárez    |
| 15     | Vitoria - Santander      | 230      | Julio San Emeterio        | Antonio Suárez    |
| 16     | Santander - Bilbao       | 187      | Roger Rivière             | Antonio Suárez    |
| 17     | Bilbao                   | 222      | Fernando Manzaneque       | Antonio Suárez    |